# Ernst Schröder
Ernst Schröder, pełne imię Ernst Friedrich Wilhelm Karl (ur. 25 listopada 1841 w Mannheimie, zm. 16 czerwca 1902 w Karlsruhe) – niemiecki matematyk, znany przede wszystkim z prac w dziedzinie logiki matematycznej i teorii algebry Boole’a.
Schröder był kontynuatorem prac Boole’a, De Morgana i Peirce’a, zmierzających do algebraizacji logiki. Większość swych wyników Schröder opublikował w wydanym własnym sumptem trzytomowym dziele Vorlesungen über die Algebra der Logik.

## Życiorys
Studiował matematykę w Heidelbergu, Królewcu i Zurychu u Ottona Hessego, Kirchhoffa i Franciszka Neumanna. Po studiach kilka lat uczył w szkole. W latach 1874–1876 wykładał też na politechnice w Darmstadt, skąd przeniósł się na politechnikę w Karlsruhe, gdzie pozostał do końca życia. Nigdy się nie ożenił.

## Dzieło
Wczesne prace Schrödera inspirowane były ideami Ohma i braci Hermanna oraz Roberta Grassmannów. Pisząc je, Schröder nie znał jeszcze wyników uzyskanych przez logików angielskich, Boole’a i de Morgana, z którymi zapoznał się dopiero w roku 1873. Wkrótce uzupełnił ich rezultaty o ważne idee zaczerpnięte od Peirce’a, w szczególności zaś o pojęcie subsumpcji i kwantyfikacji.
Wniósł nowatorski wkład do algebry, teorii mnogości, teorii krat i zbiorów uporządkowanych. Wspólnie z Cantorem odkrył twierdzenie Cantora-Bernsteina-Schrödera, choć dowód podany przez Schrödera zawierał błędy.
Wydana w roku 1877 praca Schrödera Der Operationskreis des Logikkalküls zawierała zwięzły wykład teorii algebry Boole’a i znacząco przyczyniła się do upowszechnienia nowych idei wśród matematyków kontynentalnych. Schröder zwracał tu szczególną uwagę na dualność w algebrach Boole’a – jeżeli w pewnej tezie zamienimy miejscami symbole dwuargumentowych operacji algebry i odpowiadających im stałych, to otrzymana teza pozostanie prawdziwa (przykładem dualności są prawa de Morgana). Wiadomo, że z pracy Schrödera korzystał Peirce podczas wykładów na Uniwersytecie Johnsa Hopkinsa.
Wielkim zamysłem Schrödera było wprowadzenie do logiki formalizmu, który pozwalałby przeprowadzać operacje logiczne w sposób podobny do innych dziedzin matematyki, w szczególności algebry. Byłoby to urzeczywistnieniem wielkiego marzenia Leibniza o stworzeniu uniwersalnego języka nauki. Udało się to o tyle, że wprowadzona przez niego symbolika wywarła decydujący wpływ na prace matematyków „szkoły” niemieckiej: Skolema, Königa, Löwenheima oraz Alfreda Tarskiego.